# Austroagrion kiautai
Austroagrion kiautai là loài chuồn chuồn trong họ Coenagrionidae. Loài này được Theischinger & Richards mô tả khoa học đầu tiên năm 2007.